# Empty Sky
Empty Sky je první studiové album anglického zpěváka Eltona Johna. Vydalo jej dne 6. června 1969 hudební vydavatelství DJM Records a jeho producentem byl Steve Brown. Nahráno bylo od prosince 1968 do dubna následujícího roku v Londýně. Ve Spojených státech amerických vyšlo až v lednu roku 1975; mělo jiný obal a vydala jej společnost MCA Records.

## Seznam skladeb
Autory všech skladeb jsou Elton John a Bernie Taupin.
| Pořadí | Název                       | Délka |
| ------ | --------------------------- | ----- |
| 1.     | Empty Sky                   | 8:28  |
| 2.     | Val-Hala                    | 4:12  |
| 3.     | Western Ford Gateway        | 3:16  |
| 4.     | Hymn 2000                   | 4:29  |
| 5.     | Lady What's Tomorrow        | 3:10  |
| 6.     | Sails                       | 3:45  |
| 7.     | The Scaffold                | 3:18  |
| 8.     | Skyline Pigeon              | 3:37  |
| 9.     | Gulliver/Hay Chewed/Reprise | 6:59  |

## Obsazení
- Elton John – zpěv, varhany, elektrické piano, cembalo
- Caleb Quaye – kytara, konga
- Tony Murray – baskytara
- Roger Pope – bicí, perkuse
- Don Fay – tenorsaxofon, flétna
- Graham Vickery – harmonika
- Nigel Olsson – bicí